# Daniel Hannan
Daniel John Hannan (Lima, Perú, 1 de septiembre de 1971) es un político británico.

## Biografía
Nació en una granja próxima a la capital peruana, donde la familia disponía de una empresa algodonera.
Hannan es periodista y ha escrito bastantes libros a favor de la reforma democrática. Hannan habla con fluidez inglés, español y francés.

## Vida Política
Miembro del Parlamento Europeo entre 1999 y 2020, representando South East England por el Partido Conservador y en Europa, el grupo de los Conservadores y Reformistas Europeos. Es el secretario general de la Aliance de European Conservatives and Reformists.
Al Parlamento en Bruselas, él previamente tuvo escaño con los no-inscritos, habiendo sido expulsado del grupo del Partido Popular Europeo (European People's Party–European Democrats) en 2008. Los conservadores y otros partidos antifederalistas formaron un nuevo grupo euroescéptico, con los que formó grupo. Hannan es un euroescéptico y un unionista. Es un crítico de la integración europea. 
En de 2021 fue nombrado Barón Hannan de Kingsclere, de Kingsclere en el condado de Hampshire, a título vitalicio.

## Ideas políticas
- Localismo: Es un defensor del localismo.
- Nacionalismo: Hannan es un defensor de la soberanía nacional.
- Reforma electoral: Defiende iniciativas electorales (mediante las cuales los electores pueden promulgar legislación directamente como ocurre en Suiza), un poder de revocación (mediante el cual un miembro del Parlamento en ejercicio puede verse obligado a presentarse a la reelección si una cantidad suficiente del electorado local lo apoya), parlamentos de duración determinada, referendos locales y nacionales, primarias abiertas y la abolición de las listas de partidos.
- Política internacional: Siente una profunda admiración por los Estados Unidos y se describe a sí mismo como un atlantista con opiniones positivas de los Estados Unidos y de otras naciones de la anglosfera.
- Pandemia de COVID-19: Durante toda la pandemia de COVID-19 argumentó que el virus COVID-19 no era tan grave para la población general como se creía ampliamente. Se mostró muy crítico con la respuesta del gobierno del Reino Unido a la pandemia, argumentando en contra de las restricciones a la movilidad pública. Hannan se unió a otros críticos de alto perfil, conocidos como "escépticos del bloqueo", como Lord Sumption y Toby Young, al argumentar que el bloqueo restrictivo total tendría graves consecuencias negativas, como resultado de las restricciones a las libertades civiles, el bloqueo de la población y el estancamiento de la economía. Expresó esta opinión por primera vez en febrero de 2020 en un artículo que escribió en el sitio web ConservativeHome, y la mantuvo constantemente durante el confinamiento[2]